# Near Beer
Near beer [ˈnɪər ˈbɪər] (Anhörenⓘ, gelegentlich mit Bindestrich geschrieben, auf Deutsch „fast wie Bier“) ist die historische Bezeichnung für ein malzhaltiges Getränk mit einem Alkoholgehalt von unter 0,5 % vol, das im Zusammenhang mit der Prohibition (1919–1933) in den USA aufkam. Es durfte nicht als „Malzbier“ (malt beer) bezeichnet werden, da die Verwendung des Begriffs „Bier“ zu der Zeit als Gattungsbezeichnung verboten war, und wurde darum von den Behörden als „Getreidegetränk“ (cereal beverage) eingeordnet. Als Trivialname setzte sich schnell der Begriff near beer durch, der zugleich der Markenname des Produkts einer Brauerei war. Heute ist die Bezeichnung in den USA ein in der Fachsprache verwendeter Oberbegriff für alkoholarme und alkoholfreie Getränke.

## Geschichte und historische Marken

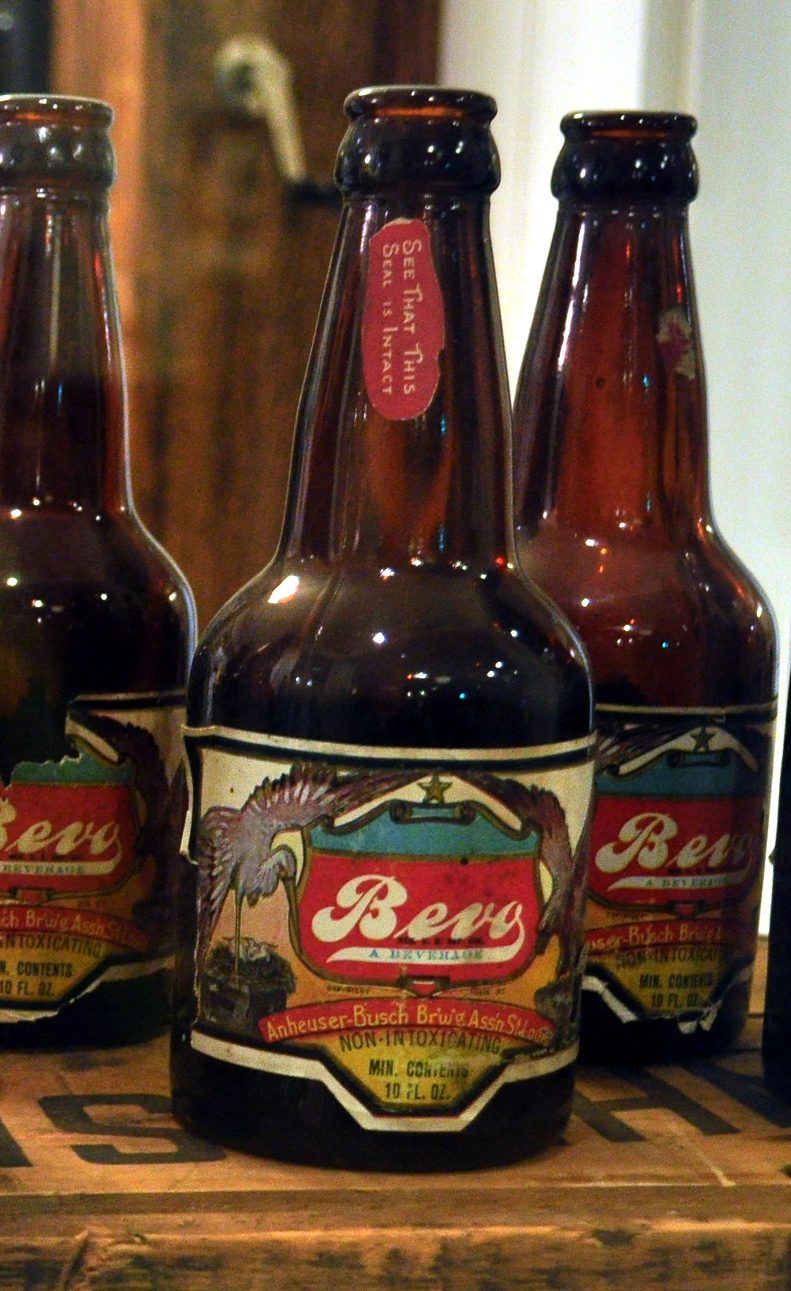
Leere Flaschen des near beers der Marke „Bevo“ (1920)

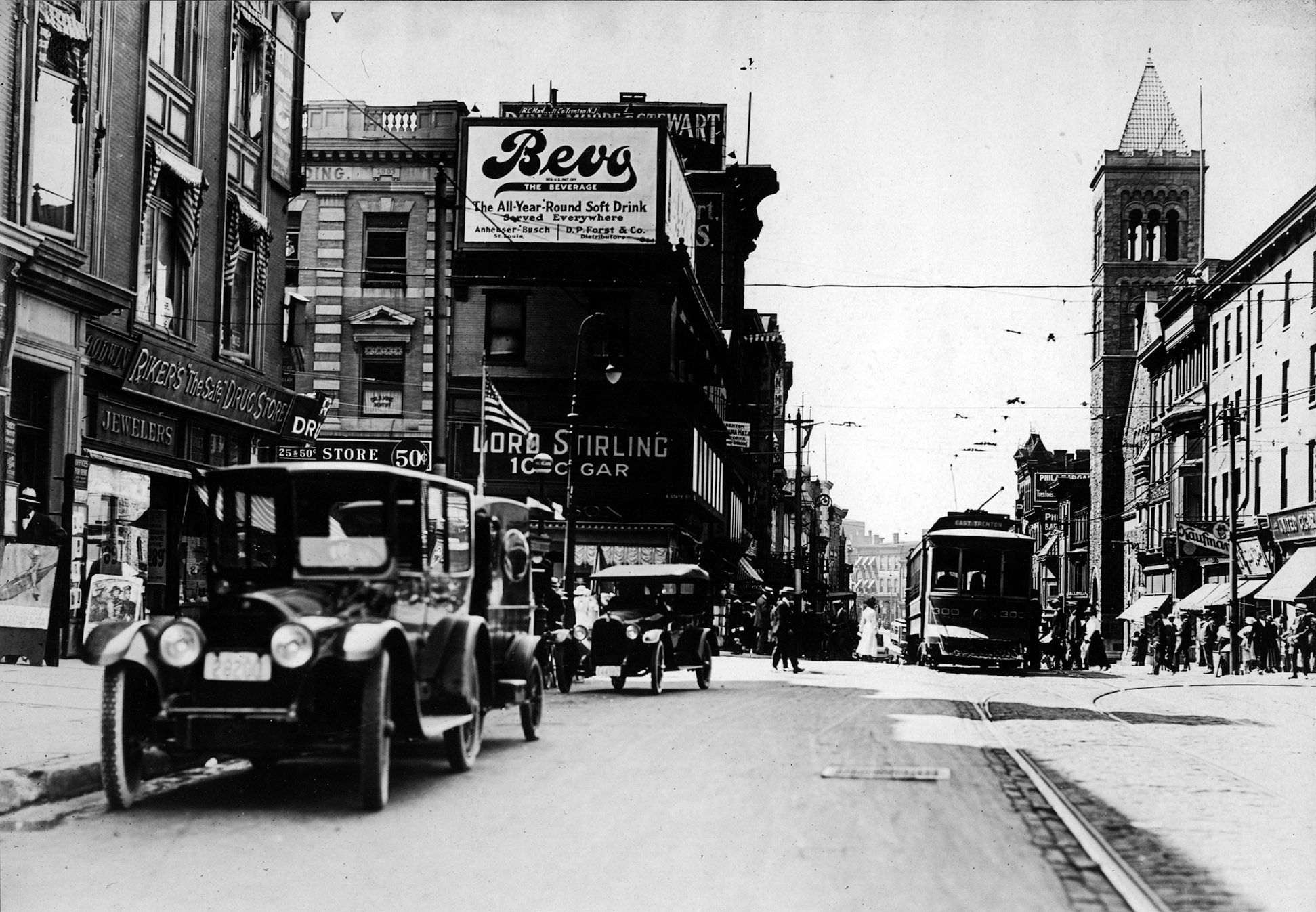
Straßenszene 1918 in Trenton (New Jersey) mit einem Werbeplakat für „Bevo“ an der Hauswand im Hintergrund

Schon vor Inkrafttreten der Prohibition in den Vereinigten Staaten suchten die Brauereien nach einem legalen Getränkeersatz und experimentierten seit 1918 mit alkoholarmen oder alkoholfreien Getränken, um unter den bald veränderten Rahmenbedingungen zum einen ihren Gewinn und die Arbeitsplätze zu erhalten und zum anderen weiterhin auf die unveränderte Nachfrage nach Bier bzw. Bierersatz reagieren zu können.
Die Brauerei Anheuser-Busch aus St. Louis produzierte im Zuge dieser Entwicklung „Bevo“, Budweiser „Near Beer“, die Pabst Brewing Company aus Los Angeles „Pablo“, Stroh aus Detroit „Lux-o“ sowie die beiden in Milwaukee ansässigen Brauereien Miller „Vivo“ und Joseph Schlitz „Famo“. Weniger bekannte Marken mit regionaler Bedeutung waren „Chrismo“, „Graino“, „Barlo“, „Hoppy“, „Gozo“, „Singo“, „Golden Glow“, „Quizz“, „Yip“, „Mannah“ und „Mother’s Malt“. Daneben existierten Hunderte Mikrobrauereien in den USA, die mit ihrem near beer jeweils nur eine lokale Bedeutung erlangten. Keine dieser Marken überdauerte das Ende der Prohibition. Der Verkauf von Near beer war sogar an Kinder gestattet und auch dort erlaubt, wo Bier nicht hätte verkauft werden dürfen.
Farbe und Geschmack variierten je nach dem verwendeten Anteil an Malz. Manche Sorten waren hell und geschmacklich eher herb, ähnlich heutigen alkoholfreien Bieren; andere Sorten waren eher dunkel und vom Geschmack her süßlich, vergleichbar mit heutigen Malztrunken.

## Illegale Aufspritung
Eine verbreitete illegale Praxis war es, near beer durch Zugabe von Wodka, der hauptsächlich aus Kanada geschmuggelt wurde, kurz vor dem Verkauf aufzuspriten. Das so entstandene Getränk wurde umgangssprachlich needle beer [ˈniːdl ˈbɪər] (Anhörenⓘ, auf Deutsch „Nadelbier“) oder spiked beer [ˈspaɪkd ˈbɪər] (Anhörenⓘ, auf Deutsch „Bier mit Schuss“) genannt.
Diese beiden Bezeichnungen leiten sich davon ab, dass der Wodka per Injektion durch die Kronkorken in die Flaschen eingebracht wurde. Im White River Valley Museum in Auburn im US-Bundesstaat Washington widmet sich ein Bereich der Dauerausstellung der Periode der Prohibition in den USA und zeigt einen typischen Kaufmannsladen in Auburn in den 1920er-Jahren. In dem Zusammenhang werden Flaschen fast aller damals erhältlichen near-beer-Marken präsentiert, und bei Führungen wird den Besuchern der Vorgang der Aufspritung erläutert.
Da gemäß dem 18. Zusatzartikel zur Verfassung der Vereinigten Staaten nicht der Besitz oder Konsum von Alkohol illegal waren, jedoch die Herstellung, der Transport und der Verkauf, machten sich durch diese Vorgehensweise sowohl der Verkäufer durch die Aufspritung als auch die Kunden durch den Transport von needle beer bzw. spiked beer strafbar.

## Gegenwart in den USA
Nach der Aufhebung der Prohibition verlor near beer umgehend an Bedeutung; anhaltendes Interesse an alkoholreduziertem oder alkoholfreiem Bier ist für die Zeit nach 1933 in den USA nicht nachweisbar.
Ab den 2000er-Jahren hat sich in den USA die Bezeichnung near beer in Fachkreisen als Obergriff für sämtliche Arten alkoholarmer bzw. alkoholfreier Getränke etabliert. Da der Alkoholkonsum in den USA seit den 1990er-Jahren rückläufig ist, begann 2010 die Brauerei Anheuser-Busch, ihr historisches Produkt der Marke Near Beer wieder aufzugreifen und seit 2016 als Anheuser-Busch’s Budweiser Prohibition Brew zu vermarkten, jetzt mit ausdrücklichem Hinweis auf die damals für sie negative Prohibitionszeit.

## Verbreitung in Europa

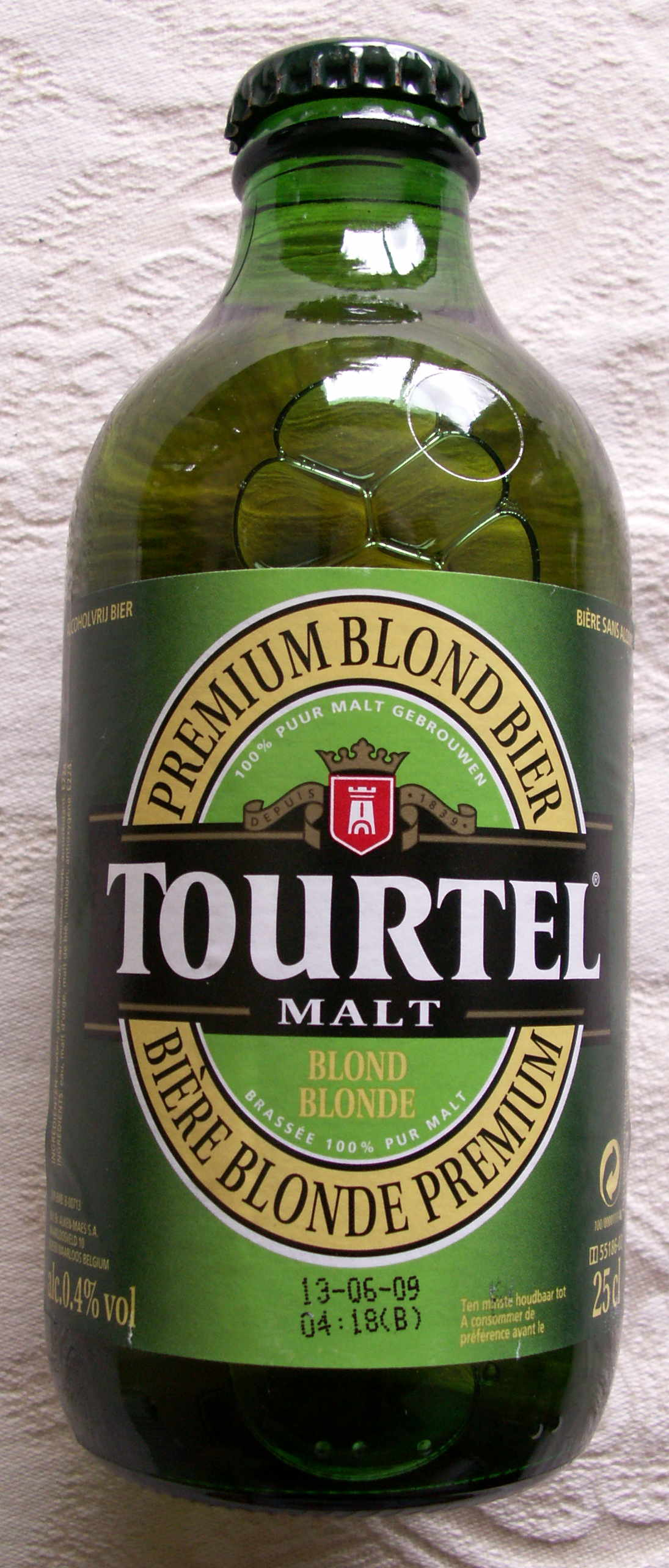
„Tourtel“ der Brauerei Kronenbourg

Auf Island wurde Bier erst 1989 legalisiert, und dort existierte bis dahin ebenfalls ein near beer unter dem Namen Bjórlíki. Da Island keine eigenen Streitkräfte besitzt, traditionell enge Beziehungen zu den USA unterhält und von 1951 bis 2006 unter dem Schutz der US-Streitkräfte stand, war aus den USA importiertes near beer seit den 1920er-Jahren auf der Insel bekannt. Die Aufspritung dieses Getränks durch Wodka war dort ebenfalls bis zur Legalisierung von Bier eine gängige Praxis.
Die größte französische Brauerei, Kronenbourg in Straßburg, stellt seit 2006 mit „Tourtel“ (0,4 % vol) ein in Europa erhältliches near beer her, das sich an den amerikanischen Rezepturen aus den 1930er-Jahren orientiert.

## Ähnliche Getränke
- Alkoholfreies Bier
- Dünnbier
- Kwas
- Leichtbier
- Malzbier
- Root Beer